# Монумент нереїд

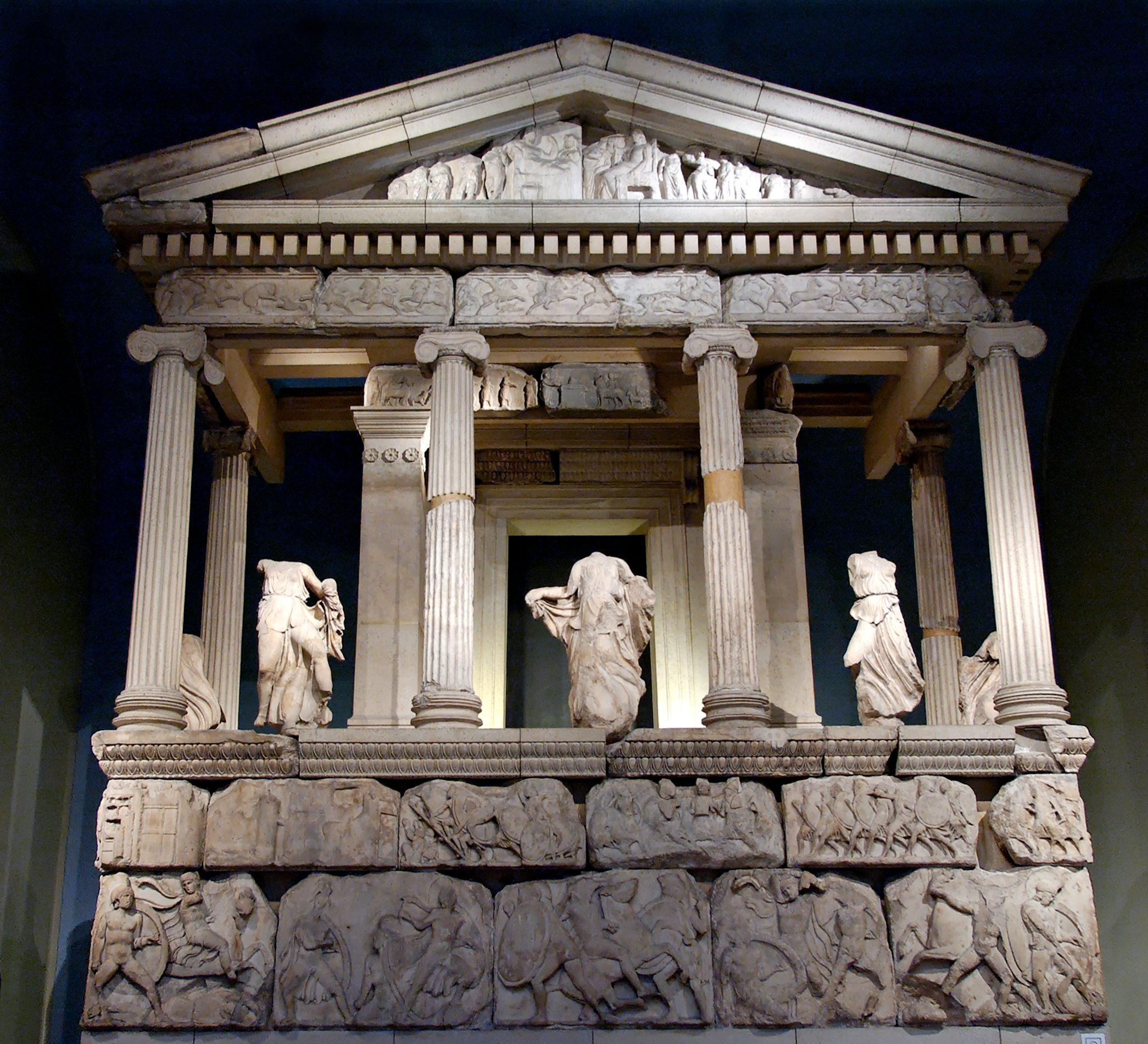
«Монументу нереїд» в Британському музеї

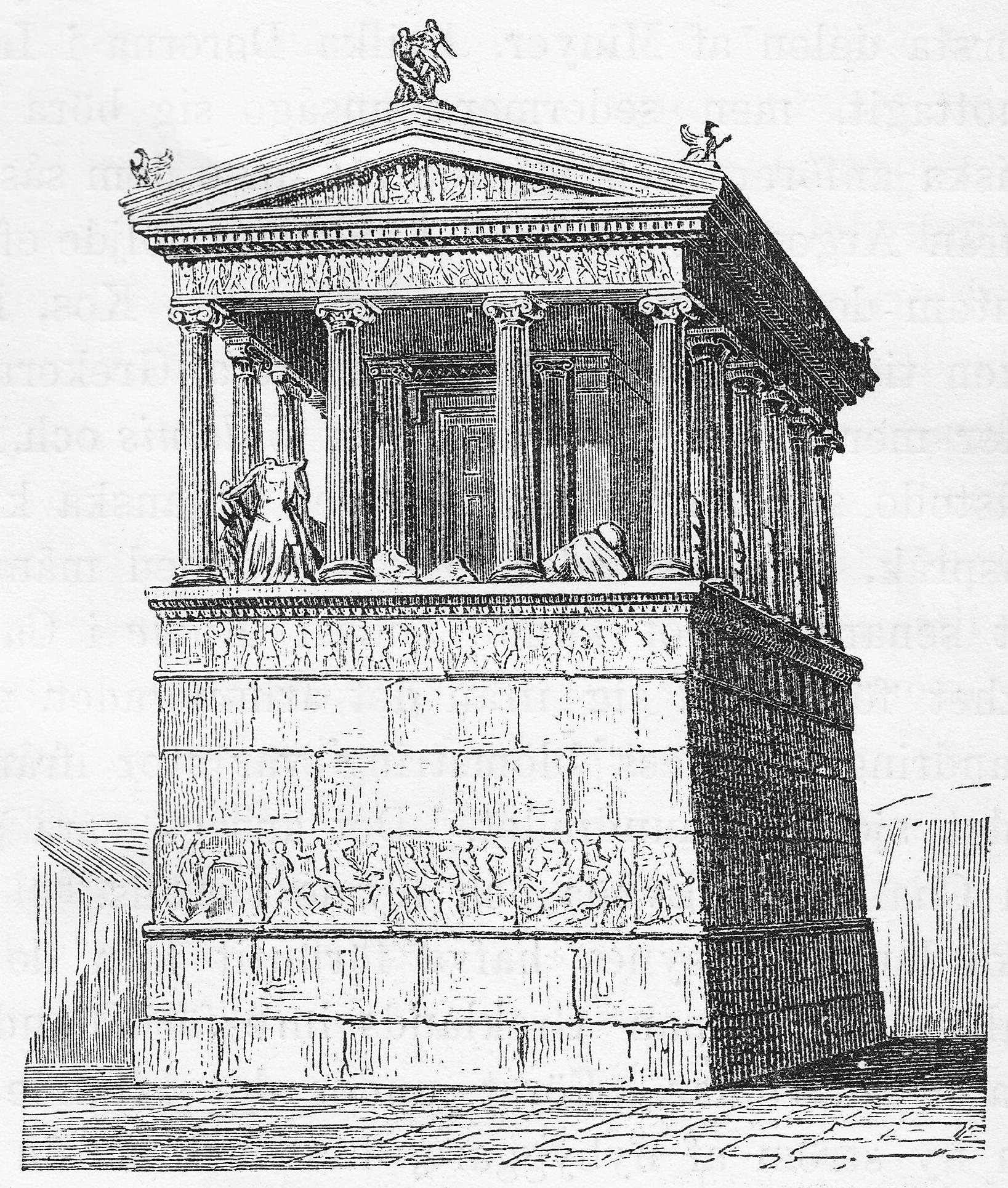
Реконструкція первісного вигляду «Монументу нереїд»

Монумент нереїд — гробниця сатрапа Лікії Арбіна, зведена в місті Ксанф на початку IV століття до н. е. Умовна назва походить від статуй морських німф нереїд, якими було прикрашено фасад усипальниці. Є визначною пам'яткою античної архітектури класичного періоду та яскравим прикладом синтезу мистецтва античної класики та ахеменідського сходу. На сьогодні, більша частина мармурових архітектурних та скульптурних деталей гробниці зберігаються в Британському музеї.

## Загальна характеристика пам'ятки
Хоча на момент зведення гробниці Лікія входила до Перської імперії Ахеменідів, пам'ятка була витримана в грецькому стилі в формах іонічного ордеру. Гробниця мала форму античного храму, поставленого на високий постамент квадратної форми зі сторонами 6х10 м. Целла храму-гробниці була оточена колонами іонічного ордеру з чотирьох боків: по чотири колони зі сходу та заходу і по шість з півночі та півдня. Постамент, зведений з добре тесаних вапнякових квадрів, було прикрашено двома фризами: широкий нижній фриз, піднятий на висоту двох рядів кладки над рівнем ґрунту і вужчий верхній фриз так само відділений від нижнього двома рядами квадрової кладки. Таке поєднання створювало монументальну та водночас симетричну композицію. При реконструкції пам'ятки в Британському музеї від цього принципу відмовилися і просто поклали фризи один на одного. Рельєфами було також прикрашено стіни целли, архітрав і фронтон. Між кожною парою колон стояли скульптури нереїд завдяки яких пам'ятка і отримала свою назву.

### Нижній фриз постаменту
Нижній фриз постаменту був складений з 22 мармурових блоків вкритих рельєфними зображеннями, з яких сім були втрачені або збереглися фрагментарно. Збережені рельєфи зображають героїчні батальні сцени, без чіткого сюжету. На них зображаені солдати, одягнені в грецькі костюми та обладунки.

### Верхній фриз постаменту
Верхній фриз також складався з 22 блоків, з яких три були втрачені. Кожна з чотирьох сторін цього фриза зображає облогу якогось міста. Міста зображені з характерними для лікійської оборонної архітектури зубчастими балюстрадами. Сюжети фриза, як вважають, представляють завоювання Арбіном лікійських міст під час війни, яку він вів за батьківську спадщину.
На цих фризах сам Арбінас зображений згідно з перською іконогорафічною традицією. Значну частину місця на фризах скульптори виділили для фігур різноманітних солдатів, в тому числі гоплітів і лучників.

### Фриз архітраву

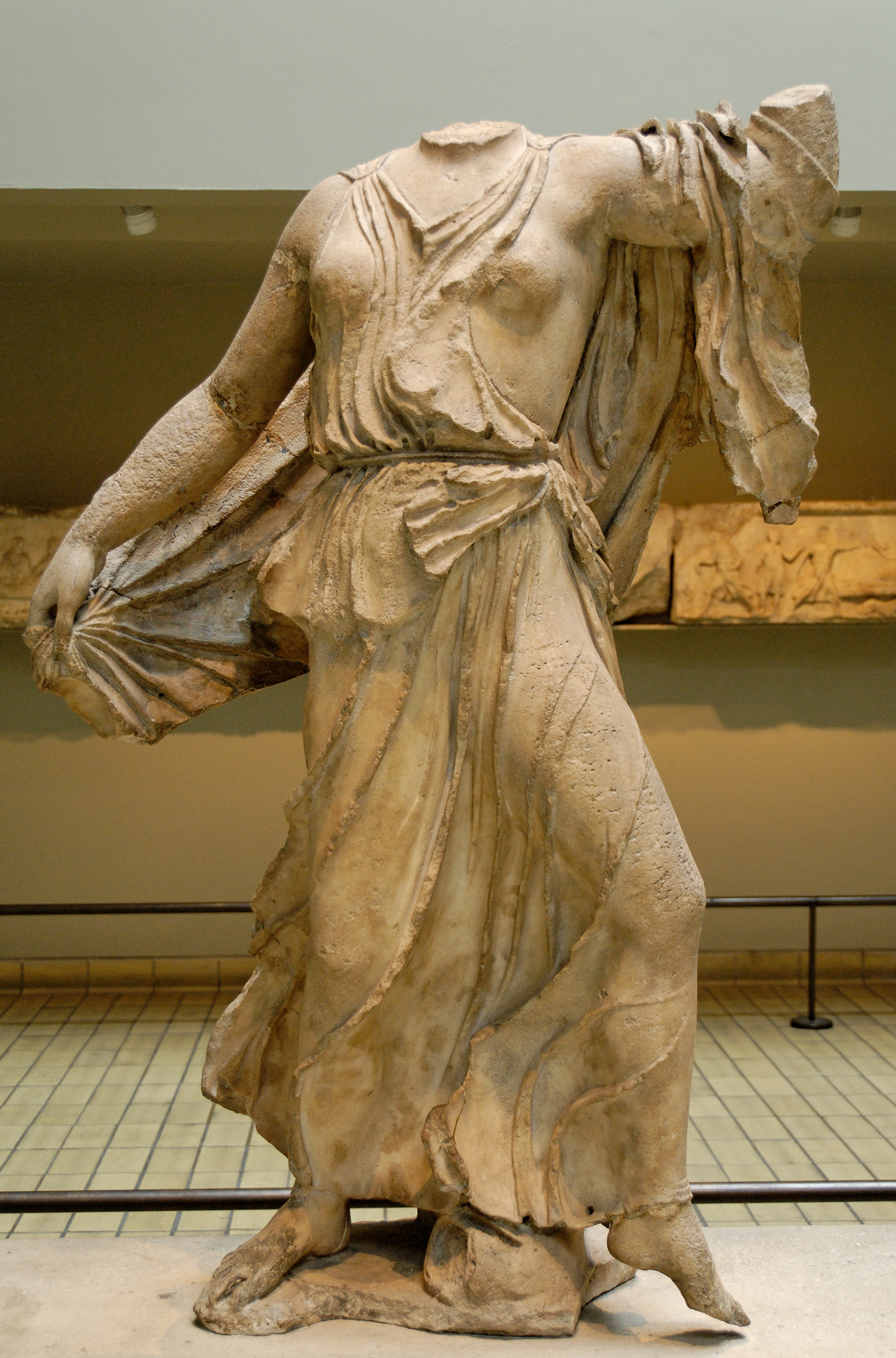
Скульптура однієї з нереїд

Фриз архітраву вирізаний в дещо простішому, певною мірою наївному стилі, ніж фризи постаменту. На фризі зображені численні батальні та побутові сцени (полювання на кабана, підготовка до бенкету).

### Фризи целли
У верхній частині зовнішньої стіни целли так само проходив мармуровий фриз. Він був найменш помітним для глядача, оскільки закривався колонами і скульптурами. На фризі представленні сцени ритуальних приношень та бенкетів. У сцені бенкету на себе звертають увагу дві особи, які за розмірами вирізняються з решти фігур. Припускають, що цими особами могли бути сам Арбін та його син. Тут іконографія Арбіна була максимально наближеною до іконографії царів Персії (Арбіна зображено з зачіскою і бородою, характерними для перських царів та перським рогом для вина в руках).

### Фронтони
Кожен з двох фронтонів гробниці був прикрашений рельєфом. Рельєфу на східному фронтоні зображає Арбіна з його дружиною та дітьми, які сидять в статичних застиглих позах. На відміну від статичної сцени на східному фронтоні, на західному, було зображено солдат, що рухаються під-час бою. На жаль, рельєфи західного фронтону збереглися лише частково.

### Скульптури нереїд
До сьогодні збереглося одинадцять скульптур, які розташовувалися між колонами гробниці. Скульптури ідентифіковані як нереїди (морські німфи) оскільки біля ніг семи з них були зображення різноманітних морських істот. Скульптури досить сильно пошкоджені, всі вони втратили руки та голови. В той же час, незважаючи на пошкодження, вражає майстерність виконання скульптур, легкість складок одягу та невумушеність рухів.

### Інші фігури

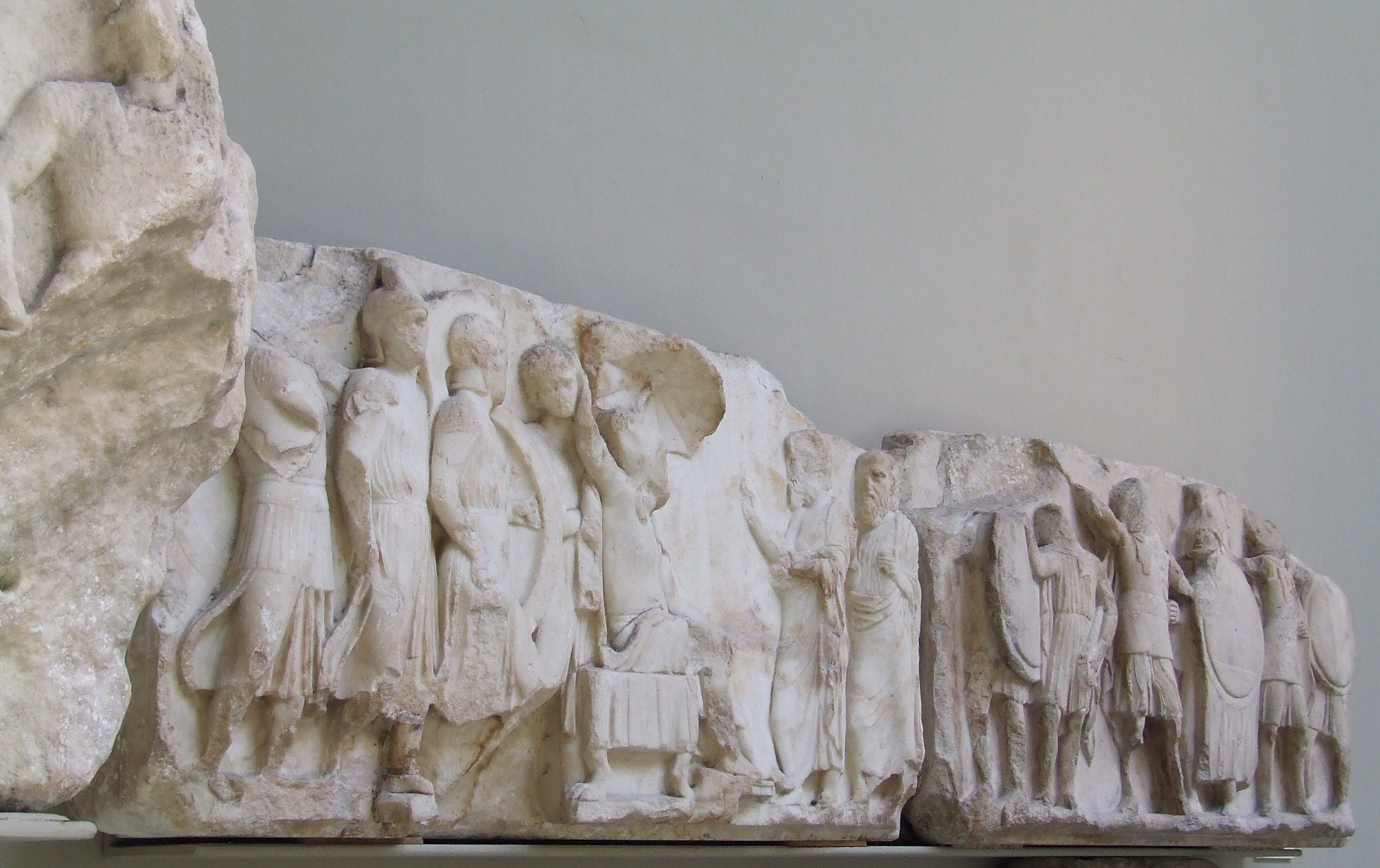
Фрагмент верхнього фризу постаменту

Окрім нереїд гробницю прикрашали також скульптури, які служили акротеріями (вінчали кути і вершини фронтону). Кожен з двох збережених акротеріїв являє скульптурну композицію, що зображає чоловіка і жінку. Точна ідентифікація сюжетів акротеріїв на сьогодні не проведена.

## Наукове дослідження та реконструкція
Гробниця зберігалася недоторканою до візантійської епохи, а потім була зруйнована місцевими християнами. Частина елементів будівлі, імовірно, були використані як сполії в більш пізніх спорудах.
Руїни та скульптури були виявлені наприкінці 1830-х і досліджені на початку 1840-х експедиціями під керівництвом британського археолога Чарльза Феллоуза. Спочатку Феллоуз вважав, що монумент було пов'язано з іменем Гарпага, найвідомішою постаттю Лікійської історії, який згадується Геродотом. Таким чином гробниця мала датуватися VI століттям до н. е. Хоча незабаром Феллоуз зрозумів, що стиль архітектури і скульптури вказує на більш пізню дату зведення. Лише наприкінці ХХ століття дослідниками було досягнуто консенсусу, щодо дати зведення гробниці між 390 та 380 до н. е., та її приналежності Арбіну.
Чарльз Феллоуз влаштував перевезення залишків монументу до Британського музею де він зберігався у вигляді окремих фрагментів до середини ХХ століття. В 1969 році відтворено зовнішній вигляд східного фасаду пам'ятки. На жаль, детальної фіксації своїх розкопок Феллоуз не проводив, тому під час реконструкції фахівці музею змушені були покладатися виключно на експедиційні малюнки, мітки на каменях, композиційні і стильові особливості скульптури.